# XML Process Definition Language
Die XML Process Definition Language (XPDL) ist innerhalb des Workflow-Managements eine XML basierte Sprache zur Beschreibung von Geschäftsprozessen, genauer Arbeitsabläufen (workflow). Da sie eine maschinell lesbare Prozessbeschreibung ist, wird sie auch Ausführungssprache genannt.  Die XPDL wird seit 1993 von der Workflow Management Coalition (WfMC) vorangetrieben und standardisiert. Die seit Mai 2005 vorliegende Version 2.0 sieht eine vollständige Unterstützung der grafischen Business Process Model and Notation (BPMN) vor. XPDL implementiert das Interface 1 im Workflow Reference Model der WfMC.

## Alternative Prozessausführungssprachen

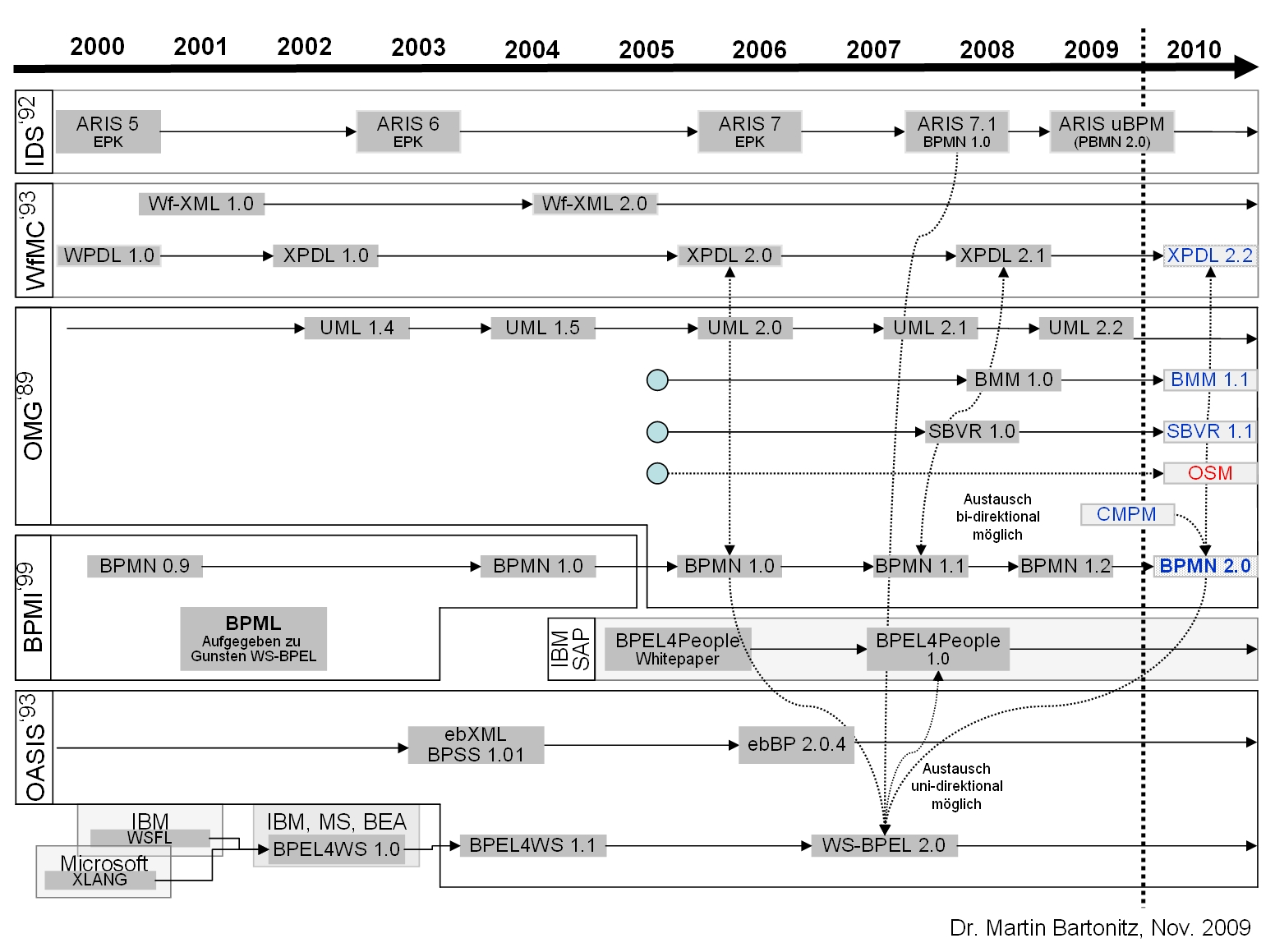
Entwicklung wichtiger BPM-Standards

Neben der XPDL sind die wichtigsten anderen Prozessausführungssprachen BPEL (Business Process Execution Language) und die Serialisierung der BPMN (Business Process Modeling Notation bzw. ab Version 2.0 Business Process Model and Notation) in Version 2.0 der Spezifikation. Die BPML (Business Process Modeling Language), die von der Business Process Management Initiative (BPMI) spezifiziert wurde, hat mit der Assimilation der BPMI in die OMG an Bedeutung verloren und wird nicht mehr weiterentwickelt.

## XPDL im Vergleich zu BPEL
Der Schwerpunkt von XPDL liegt in der speicherbaren Repräsentation von BPMN-Modellen. Zu diesem Zweck ist XPDL graphenorientiert, während BPEL einen blockorientierten Ansatz verfolgt. Daher können die graphenorientierten BPMN-Modelle besser in XPDL gespeichert werden als in BPEL. Speziell Schleifen sind in BPEL schlechter umsetzbar. Das Konzept der Kante eines Graphen kann der BPEL jedoch über Erweiterungen hinzugefügt werden. XPDL ist vorrangig für das Ausführen von Aufgaben durch Menschen konzipiert (Workflows), BPEL dagegen für das Orchestrieren von Computerprogrammen, konkret über Webserviceaufrufe. Daher fehlen der BPEL entsprechende Rollenkonzepte, insbesondere das Konzept von Teilnehmern (Participants) und Ausführern (Performers). In limitierter Art und Weise kann dies für BPEL die BPEL4People-Erweiterung bereitstellen. Ein Vorteil der BPEL ist der Umgang mit Fehlersituationen, der in XPDL ganz fehlt.
BPEL und XPDL schließen sich nicht aus. So verwendet Tibcos aktuelle BPM-Suite zur Modellierung eine (erweiterte) Variante von XPDL, übersetzt die Diagramme jedoch zur Ausführung in BPEL. ActiveVos von Active Endpoints verwendet BPEL als Modellierungs- und Ausführungssprache, jedoch kann das XPDL-Format verarbeitet werden. Somit kann XPDL auch als Austauschformat zwischen verschiedenen Werkzeugen wie grafischen Modellierern, Simulationswerkzeugen und Workflow Management Systemen benutzt werden. Da XPDL jedoch in der Ausführung weniger restriktiv als BPEL ist, können proprietäre Erweiterungen entstehen, die die Verwendung von XPDL stark einschränken. Mit der neuen Serialisierung der BPMN in dessen Version 2.0 sollen die Vorteile von XPDL und BPEL vereint werden.